# Filmografia de Catherine Keener
Esta é a lista completa de filmes e série da atriz americana Catherine Keener.

## Filmes
| Ano  | Titulo                                             | Papel                | Notas |
| ---- | -------------------------------------------------- | -------------------- | --- |
| 1986 | About Last Night...                                | Moça com Bebibas     | |
| 1989 | Survival Quest                                     | Cheryl               | |
| 1990 | Catchfire                                          | Menina               | |
| 1991 | Switch                                             | Secretaria           | |
| 1991 | Johnny Suede                                       | Yvonne               | Indicações Independent Spirit Award para Melhor Atriz Principal |
| 1991 | Thelma & Louise                                    | Hal's wife           | Cenas cortadas |
| 1992 | The Gun in Betty Lou's Handbag                     | Suzanne              | |
| 1993 | The Cemetery Club                                  |                      | |
| 1995 | Living in Oblivion                                 | Nicole Springer      | |
| 1996 | Walking and Talking                                | Amelia               | |
| 1996 | Boys                                               | Jilly                | |
| 1996 | Box of Moonlight                                   | Floatie Dupre        | |
| 1997 | The Real Blonde                                    | Mary                 | |
| 1998 | Out of Sight                                       | Adele Delisi         | |
| 1998 | Your Friends & Neighbors                           | Terri                | |
| 1999 | 8mm                                                | Amy Welles           | |
| 1999 | Simpatico                                          | Cecilia              | |
| 1999 | Being John Malkovich                               | Maxine Lund          | Prêmios Florida Film Circle Award de melhor atriz coadjuvante Kansas City Film Circle Award de melhor atriz coadjuvante New York Film Critics Circle Award de melhor atriz coadjuvante Online Film Critics Society Award de melhor atriz coadjuvante Satellite Award de melhor atriz coadjuvante no cinema Indicações Oscar de Melhor Atriz Coadjuvante Screen Actors Guild para melhor atriz coadjuvante no cinema Globo de Ouro de melhor atriz coadjuvante em cinema Las Vegas críticos de Cinema Society Award de Melhor Atriz Coadjuvante Prêmio Saturn para Melhor Atriz Screen Actors Guild para melhor elenco no cinema                                |
| 2001 | Lovely & Amazing                                   | Michelle Marks       | Indicações Independent Spirit Award para Melhor Atriz Principal |
| 2002 | Adaptation                                         | Ela mesma            | |
| 2002 | Full Frontal                                       | Lee                  | |
| 2002 | Death to Smoochy                                   | Nora Wells           | |
| 2002 | Simone                                             | Elaine Christian     | |
| 2005 | The Ballad of Jack and Rose                        | Kathleen             | Indicações Boston Society of Film Critics Award para Melhor Atriz Coadjuvante Los Angeles Film Critics Association Award para Melhor Atriz Coadjuvante |
| 2005 | The Interpreter                                    | Dot                  | Indicações Los Angeles Film Critics Association Award para Melhor Atriz Coadjuvante |
| 2005 | The 40-Year-Old Virgin                             | Trish Piedmont       | Indicações Boston Society of Film Critics Award para Melhor Atriz Coadjuvante Los Angeles Film Critics Association Award para Melhor Atriz Coadjuvante |
| 2005 | Capote                                             | Harper Lee           | Prêmios Boston Society of Film Critics Award para Melhor Atriz Coadjuvante Dallas Film Circle Award de melhor atriz coadjuvante Los Angeles City Film Circle Award de melhor atriz coadjuvante Toronto Film Critics Circle Award de melhor atriz coadjuvante Indicações Oscar de Melhor Atriz Coadjuvante Screen Actors Guild para melhor atriz coadjuvante no cinema Globo de Ouro de melhor atriz coadjuvante em cinema BAFTA de melhor atriz em cinema broadcast Film Critics Association Award para melhor atriz coadjuvante no cinema Chicago Film Critics Association Award de melhor atriz coadjuvante Screen Actors Guild para melhor elenco no cinema |
| 2006 | Friends with Money                                 | Christine            | |
| 2007 | An American Crime                                  | Gertrude Baniszewski | Indicações Globo de Ouro de Melhor Atriz - Minissérie ou Filme Tele-filme Emmy Awards de Melhor Atriz - Minissérie ou Filme Tele-filme |
| 2007 | Into the Wild                                      | Jan Burres           | Indicações Screen Actors Guild para melhor atriz coadjuvante no cinema Screen Actors Guild para melhor elenco no cinema broadcast Film Critics Association Award para melhor atriz coadjuvante no cinema |
| 2008 | Hamlet 2                                           | Brie Marschz         | |
| 2008 | What Just Happened                                 | Lou Tarnow           | |
| 2008 | Synecdoche, New York                               | Adele Lack           | |
| 2008 | Genova                                             | Barbara              | |
| 2009 | The Soloist                                        | Mary Weston          | |
| 2009 | Where the Wild Things Are                          | Connie               | |
| 2010 | Please Give                                        | Kate                 | |
| 2010 | Cyrus                                              | Jamie                | |
| 2010 | Percy Jackson & the Olympians: The Lightning Thief | Sally Jackson        | |
| 2010 | Trust                                              | Lynn Cameron         | |
| 2011 | The Oranges                                        | Paige Walling        | |
| 2011 | Peace, Love & Misunderstanding                     | Diane                | |
| 2011 | Maladies                                           | Catherine            | |
| 2012 | A Late Quartet                                     | Juliette Gelbart     | |
| 2013 | The Croods                                         | Ugga                 | voz |
| 2013 | Enough Said                                        | Marianne             | |
| 2013 | Captain Phillips                                   | Andrea Phillips      | |
| 2013 | Jackass Presents: Bad Grandpa                      | Ellie                | |
| 2014 | War Story                                          | Lee                  | |
| 2014 | Begin Again                                        | Miriam               | |
| 2014 | Elephant                                           | Susan Peterson       | |
| 2015 | Accidental Love                                    | Rep. Pam Hendrickson | |
| 2016 | Unless                                             | Reta                 | |
| 2017 | Get Out                                            | Missy Armitage       | |
| 2017 | Little Pink House                                  | Susette Kelo         | |
| 2017 | We Don't Belong Here                               | Nancy Green          | |
| 2017 | November Criminals                                 | Fiona                | |
| 2017 | Soldado                                            |                      | |
| 2017 | Nostalgia                                          |                      | |
| 2018 | Os Incríveis 2                                     | Evelyn Deavor        | Voz |
| 2021 | Croods: Uma Nova Era                               | Ugga                 | Voz |
| 2022 | The Adam Project                                   |                      | |
| 2024 | Joker: Folie à Deux                                | Maryanne Stewart     | |